# William Wyler
William Wyler (01/07/1902 – 27/07/1981) là một đạo diễn tiên phong về phim ảnh, nhà sản xuất và biên kịch người Mỹ gốc Alsace (thuộc Pháp). Ông là một trong những biểu tượng của nền công nghiệp phim Hollywood.
Các tác phẩm nổi tiếng của ông gồm Ben-Hur (1959), The Best Years of Our Lives (1946), và Mrs. Miniver (1942) đã mang đến cho ông giải Đạo diễn xuất sắc nhất và Phim xuất sắc nhất, Giải thưởng điện ảnh Oscar. Năm 1936, ông giành được đề cử Oscar đầu tiên trong vai trò đạo diễn phim Dodsworth (phim có Walter Huston và Mary Astor thủ vai chính), đánh dấu 20 năm cống hiến không ngừng của ông cho nền điện ảnh.
Nhà sử học điện ảnh Ian Freer gọi Wyler là tín đồ của chủ nghĩa hoàn hảo, người luôn khao khát lưu giữ và mài giũa mọi sắc thái. Việc ông đưa dòng văn học cổ điển vào các rạp chiếu phim lớn và đạt được những thành công vang dội đã đưa ông trở thành một trong những nhà làm phim Hollywood giàu có nhất trong những năm 30 và 40.
Các phim nổi tiếng khác của ông gồm có Funny Girl (1968), How to Steal a Million (1966), The Big Country (1958), Roman Holiday (1953), The Heiress (1949), The Letter (1940), The Westerner (1940), Đồi gió hú (1939), Jezebel (1938), Dodsworth (1936), A House Divided (1931), và Hell's Heroes (1930).

## Thời niên thiếu
William Wyler được sinh ra trong một gia đình Do Thái, bố là người Thụy Sĩ và mẹ là người Đức, ở vùng Mulhouse, Alsace, Pháp (về sau thuộc Đế chế Đức). Mẹ ông là cháu của Carl Laemmle, người sáng lập Universal Pictures. Cha ông, Leopold, khởi nghiệp là một nhà buôn, sau này là một doanh nhân thành đạt về kinh doanh quần áo nam giới.
Trong suốt thời thơ ấu, Wyler thường xuyên phải chuyển trường do bị đuổi học vì hạnh kiểm. Mẹ ông thường đưa ông và anh trai Robert tới các buổi hòa nhạc, opera, rạp hát và rạp chiếu phim. Gia đình ông và bạn bè hay tổ chức những buổi diễn nhỏ không chuyên tại nhà để giải trí.
Sau khi nhận ra rằng William không hứng thú với việc kinh doanh gia đình, và trải qua những năm khó khăn về tài chính sau Chiến tranh thế giới thứ nhất, mẹ ông, bà Melanie, liên lạc với người họ hàng xa để tìm kiếm một cơ hội làm việc cho ông. Laemmle hàng năm thường đến châu Âu để tìm những chàng trai trẻ đầy hứa hẹn đến Mỹ làm việc cho ông ta.
Vào năm 1921, Wyler tình cờ đi trên cùng một con tàu tới New York với một chàng trai trẻ người Séc là Paul Kohner. Sau một thời gian nghỉ ngơi ngắn ngủi trên chuyến tàu hạng nhất đó, họ ngỡ ngàng khi biết mình phải trả tiền cho chuyến đi bằng việc làm phục vụ trên tàu với mức lương $25/tuần để đến Universal Pictures ở New York. Sau khi làm việc vài năm ở New York và phục vụ ở Lực lượng Cảnh sát Quốc gia New York trong một năm, Wyler quyết định rằng ông muốn đến Hollywood và trở thành một đạo diễn.

## Sự nghiệp điện ảnh
Vào khoảng năm 1923, sau khi đăng ký quốc tịch Mỹ, Wyler đến Los Angeles và bắt đầu làm việc cho Universal Studios với công việc lau sàn và khuân vác. Cơ hội đã đến khi ông được thuê làm trợ lý biên tập thứ 2. Trạng thái làm việc của ông rất thất thường nên Irving Thalberg đặt cho ông biệt danh "Worthless Willy". Sau vài lần như vậy (có lần bị đuổi việc), Wyler bắt đầu mong muốn trở thành một đạo diễn. Ông bắt đầu với vai trò trợ lý đạo diễn thứ 3 và vào năm 1925, ông trở thành đạo diễn trẻ tuổi nhất, thúc đẩy danh tiếng của Universal trong lòng giới khán giả phương Tây. Năm 1928, ông trở thành công dân hợp pháp của Hợp chủng quốc Hoa Kỳ. Ông đạo diễn bộ phim đầu tiên không mang phong cách phương Tây của mình là Anybody Here Seen Kelly? (bộ phim được cho là đã bị mất tích) vào năm 1928. Tiếp đó là những bộ phim câm của ông như: The Shakedown và The Love Trap.
Wyler sớm chứng tỏ được tài năng của mình và đầu những năm 30 của thế kỷ 20, ông đã trở thành một trong những tài sản lớn nhất của Universal, đạo diễn những bộ phim như The Love Trap, Hell's Heroes, Tom Brown of Culver, và The Good Fairy. Ông nổi tiếng bởi sự tàn bạo của mình và rất có duyên với giải thưởng. Ông còn nhận được nhiều những lời khen từ phía các diễn viên. Sau khi rời Universal, ông bắt đầu một sự hợp tác lâu dài với Samuel Goldwyn - nhà sản xuất cùng làm việc với ông để cho ra đời những bộ phim kinh điển như Dodsworth (1936), These Three (1936), Dead End (1937), Đồi gió hú (1939), The Westerner (1940), The Little Foxes (1941) và The Best Years of Our Lives (1946).
Laurence Olivier, người đã giành được đề cử Oscar đầu tiên trong đời cho vai diễn trong bộ phim Đồi gió hú của đạo diễn William Wyler, cho biết rằng Wyler là người đã dạy anh cách diễn, cho dù hai người thường xuyên có những bất đồng trong suốt quá trình làm phim. Olivier giữ kỷ lục cho hầu hết các đề cử trong hạng mục Nam diễn viên xuất sắc nhất. Bette Davis nhận được ba đề cử Oscar cho vai diễn trong phim của đạo diễn Wyler, và giành cho mình giải Oscar lần thứ hai trong bộ phim sản xuất năm 1938 của Wyler là Jezebel. Charlton Heston đã giành được đề cử duy nhất và giải Oscar ở hạng mục Nam diễn viên xuất sắc nhất cho bộ phim Ben-Hur (1959) của Wyler. Barbra Streisand đồng giành giải Oscar tại hạng mục Nữ diễn viên xuất sắc nhất năm 1968 cho vai diễn đầu tay của cô là nghệ sĩ Fanny Brice trong bộ phim Funny Girl. Audrey Hepburn đã giành được giải Oscar cho vai diễn đầu tiên của cô trong phim Roman Holiday. Tổng cộng, đã có tất cả 13 diễn viên đã giành được các giải Oscar từ những bộ phim được đạo diễn bởi William Wyler.
Vào năm 1941, Wyler đã đạo diễn một trong những bộ phim rất quan trọng thời bấy giờ nhằm thức tỉnh xã hội Mỹ đang chậm chạm trong việc nhận thức mối đe doạ từ châu Âu và ủng hộ Anh chống lại Đức Quốc xã, đó là bộ phim Mrs. Miniver (1942), một câu chuyện về một gia đình trung lưu Anh đang xoay xở với cuộc sống dưới thời chiến. Mrs. Miniver đã mang lại cho Wyler giải thưởng Oscar lần đầu tiên trong đời, giải Đạo diễn xuất sắc nhất, cùng với 5 giải Oscar khác.
Vì Wyler là một người đi theo chủ nghĩa hoàn hảo và cầu toàn nên ông có một biệt danh là "Wyler 90-lần". Trong một cảnh quay của bộ phim Jezebel, Wyler yêu cầu Henry Fonda thực hiện đến 40 lần, lời hướng dẫn của ông chỉ là "Lại!" sau mỗi lần quay hỏng. Khi Fonda yêu cầu một sự hướng dẫn tỉ mỉ hơn, Wyler trả lời, "Nó rất tệ". Tương tự như vậy, khi Charlton Heston hỏi đạo diễn về những thiếu sót của mình trong vai diễn trong bộ phim Ben-Hur, Wyler bác bỏ quan ngại của mình với một đơn giản "Hãy làm tốt hơn".

## Chiến tranh thế giới lần thứ 2
Giữa năm 1942 và 1945, Wyler đảm nhận một vị trí quan trọng trong Lực lượng Không quân Hoa Kỳ và đạo diễn hai bộ phim tài liệu là The Memphis Belle: A Story of a Flying Fortress (1944) và Thunderbolt (1947) - bộ phim do Wyler đồng đạo diễn với Lester Koenig và John Sturges, là một câu chuyện của phi đội máy bay chiến đấu-ném mom P-47 ở Địa Trung Hải. Wyler đã rất mạo hiểm khi quay bộ phim The Memphis Belle, bay trên lãnh thổ của địch trong các vụ ném bom thực tế vào năm 1943; vào một chuyến bay, Wyler đã bị bất tỉnh do thiếu khí oxy. Đồng nghiệp của Wyler, nhà quay phim Harold J. Tannenbaum đã bị bắn và thiệt mạng trong quá trình làm phim, còn Wyler thì bị mất thính giác do âm thanh lớn của động cơ máy bay.
Wyler đã đạo diễn một bộ phim ghi lại tâm trạng của cả đất nước ngay sau chiến tranh. The Best Years of Our Lives (1946) là câu chuyện của 3 cựu chiến binh trở về nhà và hoà nhập với cuộc sống thường nhật. Đây là một bộ phim cá nhân của Wyler, ghi lại từ những kinh nghiệm của ông khi sống xa gia đình trong 3 năm. The Best Years of Our Lives đã giành được giải Oscar cho Đạo diễn xuất sắc nhất (lần thứ hai của ông) và phim xuất sắc nhất.

## Thời hậu chiến
Suốt giai đoạn hậu chiến ngay sau đó, Wyler đạo diễn rất nhiều bộ phim nhận được sự đánh giá cao và có tầm ảnh hưởng lớn, The Heiress đã mang lại cho Olivia de Havilland giải Oscar lần thứ hai; Roman Holiday (1953) đã giới thiệu thành công Audrey Hepburn tới công chúng Mỹ, đồng thời mang lại đề cử và giải thưởng Oscar đầu tiên cho sự nghiệp của nữ diễn viên này; Friendly Persuasion (1956) đã được trao giải Palme d'Or (Golden Palm) trong Liên hoan phim Cannes; và Ben-Hur (1959) đã giành được 11 giải Oscar, kỷ lục này đến giờ chỉ được lặp lại hai lần với các bộ phim Titanic (1997) và Chúa tể của những chiếc nhẫn 3: Sự trở về của nhà vua (2003). Wyler đã giành cho mình giải thưởng Oscar lần thứ 3 trong hạng mục Đạo diễn xuất sắc nhất cho bộ phim Ben-Hur.
Những bộ phim của Wyler đã mang lại cho các nghệ sĩ tham gia trong phim nhiều giải thưởng hơn bất kỳ đạo diễn nào trong lịch sử Hollywood. Ông đã đạt được tổng cộng 12 đề cử Oscar cho hạng mục Đạo diễn xuất sắc nhất, đồng thời hàng loạt cộng sự và diễn viên của ông cũng giành được các giải Oscar và các đề cử. Vào năm 1965, Wyler đã giành giải thưởng Irving Thalberg cho thành tựu sự nghiệp. 11 năm sau, ông nhận được giải Thành tựu cuộc đời của Viện Điện ảnh Hoa Kỳ. Ngoài giải cho phim xuất sắc nhất và Đạo diễn xuất sắc nhất, 13 bộ phim của Wyler đã nhận được các đề cử Oscar cho phim xuất sắc nhất.
Phong cách nghệ thuật của Wyler (theo những bình luận nghiệp dư) nổi tiếng là khó hiểu. Ông không xây dựng hệ thống nhân vật cố định như các đạo diễn khác. Ông đạo diễn rất nhiều phim ở mọi thể loại. Cách ông điều chỉnh ánh sáng, độ xa của máy quay và sự nghiêm túc trong công việc cho thấy sự liền mạch trong thế giới quan của ông.
Những hình ảnh về con người của Wyler đã được khéo léo đưa vào các bộ phim The Children's Hour, The Collector, Funny Girl (bộ phim đã mang lại cho Barbra Streisand giải Oscar cho Nữ diễn viên xuất sắc nhất), và bộ phim cuối cùng của ông The Liberation of L.B. Jones. Mặc dù, ông còn rất nhiều dự định ở phía trước nhưng tình trạng sức khoẻ đã khiến ông phải từ bỏ những bộ phim và giành nhiều thời gian hơn cho gia đình.
Vào ngày 24 tháng 7, năm 1981, Wyler thực hiện một cuộc phỏng vấn với con gái mình - nhà sản xuất Catherine Wyler cho bộ phim tài liệu về cuộc đời và sự nghiệp của ông ''Directed by William Wyler''. Chỉ vài ngày sau đó, Wyler qua đời vì một cơn đau tim. Những lời cuối cùng của Wyler về điện ảnh tập trung vào dự định của ông là "Tiếp theo sẽ là... "Going Home" ". Wyler hiện yên nghỉ ở Công viên nghĩa trang tưởng niệm Forest Lawn ở Glendale, California.
Wyler từng có một cuộc hôn nhân ngắn ngủi với Margaret Sullavan (25/11/1934 - 13/03/1936), sau đó kết hôn với Margaret Tallichet vào ngày 23, tháng 10 năm 1938. Họ có với nhau 5 người con Catherine, Judith, William Jr., Melanie và David và sống cùng nhau cho đến khi ông qua đời.

## Giải thưởng
Wyler là đạo diễn có nhiều đề cử nhất trong lịch sử giải Oscar với tổng cộng 12 đề cử. Bên cạnh đó, Wyler rất lỗi lạc khi giành được 3 giải Oscar cho Đạo diễn xuất sắc nhất cho 3 bộ phim Ben-Hur, The Best Years of Our Lives, và Mrs. Miniver. Ông và đạo diễn Frank Capra, chỉ xếp sau đạo diễn John Ford - người đã giành được 4 giải Oscar cho hạng mục này.
William Wyler nhận giải Thành tựu Cuộc sống AFI lần thứ 4 vào năm 1976.
| Giải thưởng Viện Hàn Lâm (Giải Oscar) |                                   |                                   |           |
| 1936                                  | Dodsworth                         | Đạo diễn xuất sắc nhất            | Đề cử     |
| 1939                                  | Đồi gió hú                        | Đạo diễn xuất sắc nhất            | Đề cử     |
| 1940                                  | The Letter                        | Đạo diễn xuất sắc nhất            | Đề cử     |
| 1941                                  | The Little Foxes                  | Đạo diễn xuất sắc nhất            | Đề cử     |
| 1942                                  | Mrs. Miniver                      | Đạo diễn xuất sắc nhất            | Đoạt giải |
| 1946                                  | The Best Years of Our Lives       | Đạo diễn xuất sắc nhất            | Đoạt giải |
| 1949                                  | The Heiress                       | Phim xuất sắc nhất                | Đề cử     |
| 1949                                  | The Heiress                       | Đạo diễn xuất sắc nhất            | Đề cử     |
| 1952                                  | Detective Story                   | Đạo diễn xuất sắc nhất            | Đề cử     |
| 1953                                  | Roman Holiday                     | Phim xuất sắc nhất                | Đề cử     |
| 1953                                  | Roman Holiday                     | Đạo diễn xuất sắc nhất            | Đề cử     |
| 1957                                  | Friendly Persuasion               | Phim xuất sắc nhất                | Đề cử     |
| 1957                                  | Friendly Persuasion               | Đạo diễn xuất sắc nhất            | Đề cử     |
| 1959                                  | Ben-Hur                           | Đạo diễn xuất sắc nhất            | Đoạt giải |
| 1965                                  | The Collector                     | Đạo diễn xuất sắc nhất            | Đề cử     |
| 1965                                  | Giải Tưởng nhớ Irving G. Thalberg | Giải Tưởng nhớ Irving G. Thalberg | Đoạt giải |
| Giải Directors Guild of America       |                                   |                                   |           |
| 1952                                  | Detective Story                   | Giải thành tựu đạo diễn nổi bật   | Đề cử     |
| 1954                                  | Roman Holiday                     | Giải thành tựu đạo diễn nổi bật   | Đề cử     |
| 1957                                  | Friendly Persuasion               | Giải thành tựu đạo diễn nổi bật   | Đề cử     |
| 1959                                  | The Big Country                   | Giải thành tựu đạo diễn nổi bật   | Đề cử     |
| 1960                                  | Ben-Hur                           | Giải thành tựu đạo diễn nổi bật   | Đoạt giải |
| 1962                                  | The Children's Hour               | Giải thành tựu đạo diễn nổi bật   | Đề cử     |
| 1966                                  |                                   | Giải thành tựu cuộc sống          |           |
| 1969                                  | Funny Girl                        | Giải thành tựu đạo diễn nổi bật   | Đề cử     |